# 2000 DD3
2000 DD3 är en asteroid i huvudbältet som upptäcktes 27 februari 2000 av den japanska astronomen Takao Kobayashi vid Ōizumi-observatoriet.
Asteroiden har en diameter på ungefär 19 kilometer.